# Ghasm
Ghasm (arab. غصم) – miejscowość w Syrii, w muhafazie Dara. W 2004 roku liczyła 3666 mieszkańców.